# 요람을 흔드는 손 (1992년 영화)
《요람을 흔드는 손》(영어: The Hand That Rocks the Cradle)은 미국에서 제작된 커티스 핸슨 감독의 1992년 심리 스릴러 영화이다. 애너벨라 쇼라, 리베카 더모네이, 맷 매코이, 어니 허드슨, 줄리앤 무어 등이 출연하였고, 데이비드 매든 등이 제작에 참여하였다.
1993년 제19회 새턴상 공포 영화 부문 작품상, 여우 주연상(더모네이), 여우 조연상(무어) 후보에 올랐다.

## 줄거리
둘째 아이를 임신한 시애틀 가정주부 클레어는 정기 검진 중에 산과의 빅터에게 성폭행을 당하자 이를 신고하고, 이에 용기를 낸 다른 피해자들이 더 나타난다. 빅터는 감옥에 가는 대신 자살을 택하고, 빅터의 아내 페이턴은 그 충격으로 유산을 한다.
클레어를 증오하게 된 페이턴은 클레어의 삶을 파탄에 이르게 만들 결심을 하고 유모를 가장해 클레어의 집에 들어간다. 페이턴은 클레어의 남편 마이클을 유혹해 클레어를 괴롭힌 뒤 클레어를 죽일 생각이다.

## 출연진
- 애너벨라 쇼라 - 클레어 바텔 역
- 리베카 더모네이 - 못 부인 (페이턴) 역
- 맷 매코이 - 마이클 바텔 역
- 어니 허드슨 - 솔로몬 역
- 줄리앤 무어 - 말린 크레이븐 역
- 매들린 지마 - 에마 바텔 역
- 존 더랜시 - 빅터 못 의사 역
- 케빈 스카우즌 - 마티 크레이븐 역

## 기타 제작진
- 공동 제작: 아이라 핼버스탯
- 배역: 주니 라우리존슨
- 미술: 에드워드 피소니
- 세트: 샌디 레이놀즈와스코
- 의상: 제니퍼 본마이어하우저